# Liste von Persönlichkeiten der Stadt Saarbrücken
Diese Liste enthält in Saarbrücken geborene Persönlichkeiten sowie solche, die in Saarbrücken ihren Wirkungskreis hatten, ohne dort geboren zu sein. Beide Abschnitte sind jeweils chronologisch nach dem Geburtsjahr sortiert.

## In Saarbrücken geborene Persönlichkeiten

### Bis 1800

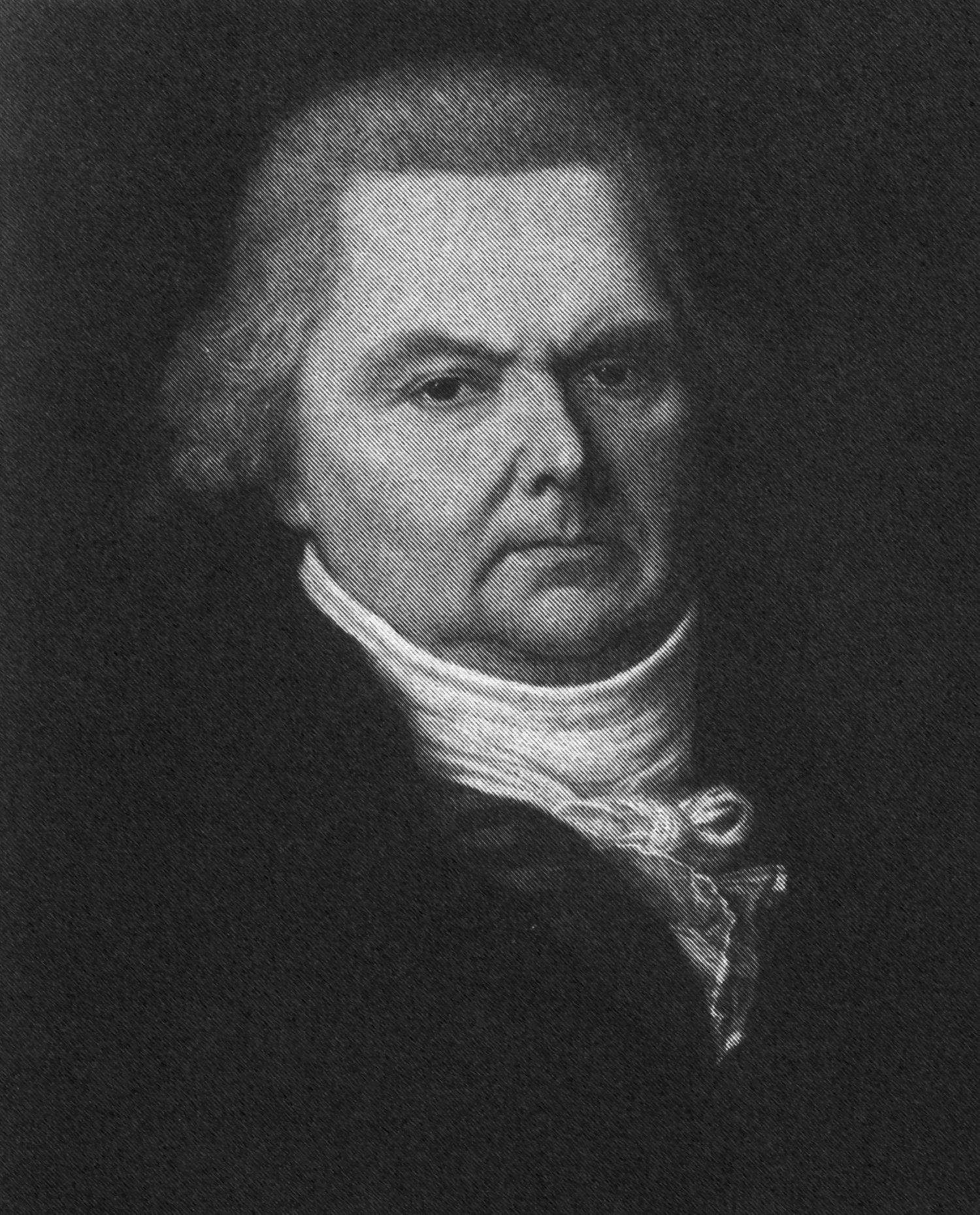
Wilhelm Weissenbruch

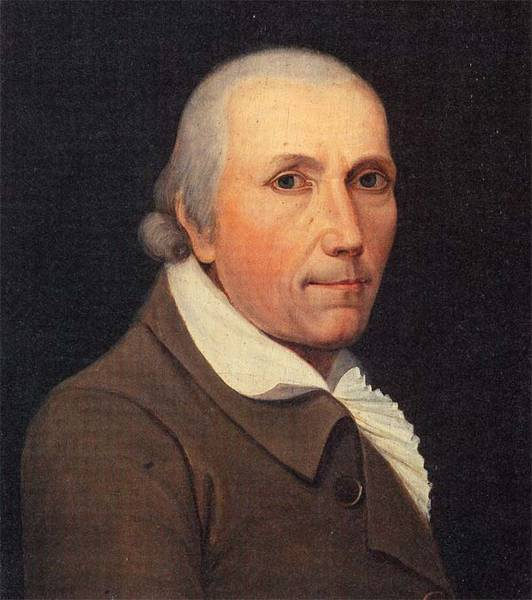
Balthasar Wilhelm Stengel

- Johanetta von Nassau-Saarbrücken (1496–1556), Äbtissin der Benediktinerinnenabtei Herbitzheim
- Anna von Nassau-Saarbrücken (1508–1582), Äbtissin der Benediktinerinnenabtei Herbitzheim
- Johann Ludwig von Nassau-Saarbrücken (1524–1542), Domherr
- Adolf von Nassau-Saarbrücken (1526–1559), Graf von Nassau-Saarbrücken
- Johann Andreae (um 1570–1645), Registrator und Hofhistoriograph
- Johann Eberhard zu Eltz (1594–um 1655), Kanzler
- Ludwig Heinrich von Nassau-Dillenburg (1594–1662), Graf, ab 1652 Fürst, von Nassau-Dillenburg
- Johann (Nassau-Idstein) (1603–1677), Graf von Nassau und Idstein und protestantischer Regent
- Ernst Casimir von Nassau-Weilburg (1607–1655), Graf von Nassau-Weilburg
- Johann Ludwig von Nassau-Ottweiler (1625–1690), Regent nassauischer Territorien und Generalmajor
- Gustav Adolf (1632–1677), Graf von Saarbrücken
- Ludwig Kraft (1663–1713), Sohn des Grafen Gustav Adolf von Nassau-Saarbrücken
- Karl Ludwig (1665–1723), Sohn des Grafen Gustav Adolf von Nassau-Saarbrücken
- Johann Philipp von Welling (1730–1785), Kammerjunker und Baumeister
- August Karl Wilhelm Weissenbruch (1744–1826), einer der ersten Enzyklopädisten
- Ludwig (1745–1794), Fürst von Nassau-Saarbrücken
- Johann Jacob Röchling (1746–1822), Kaufmann, Bürgermeister von Alt-Saarbrücken und von Völklingen
- Johann Friedrich Stengel (1746–1830), Architekt und kaiserlich-russischer Hofbaumeister
- Balthasar Wilhelm Stengel (1748–1824), Architekt und Baumeister
- Christian Heinrich Quien der Ältere (1750–1831), Kaufmann und Bürgermeister von Alt-Saarbrücken
- Johann Ludwig Schmidtborn (1754–1804), Kaufmann und Bürgermeister von Alt-Saarbrücken
- Karl Kaspar Pitz (1756–1795), Maler
- Wilhelm Heinrich Dern (1757–1848), preußischer Landrat
- Katharina Kest (1757–1829), Gemahlin des Fürsten Ludwig von Nassau-Saarbrücken,  Reichsgräfin und Herzogin
- Johann Sebastian Bruch (1759–1828), Kaufmann, Kommunalpolitiker, Richter und Bürgermeister von Alt-Saarbrücken
- Johann Friedrich Köllner (1764–1853), reformierter Pfarrer, Pädagoge, Lokalhistoriker und Bürgermeister von Alt-Saarbrücken
- Carl Wilhelm von Günderrode (1765–1823), Forstmann und Politiker
- Johann Friedrich von Handel (1769–1849), Verwaltungsjurist und Politiker
- Heinrich Thomas von Karcher (1773–1824), Diplomat
- Johann Heinrich Graeser (1774–1857), Ingenieur und Bergmeister
- Karl Lauckhard (* 1776), Verwaltungsbeamter, Notar, Kommunalpolitiker und Bürgermeister von Alt-Saarbrücken
- August Ludwig Reuther (1780–1855), Kaufmann und Bürgermeister von Alt-Saarbrücken
- Friedrich Haldy (1788–1844), Kaufmann, Kommunalpolitiker und Saarbrücker Bürgermeister
- Heinrich Kraemer (1789–1867), Eisenindustrieller
- Adolph Graf von Ottweiler (1789–1812), Sohn des Herzogs Ludwig von Nassau-Saarbrücken und Teilnehmer am Russlandfeldzug 1812
- Johann Carl Schmidtborn (1794–1877), Kaufmann, Politiker und Bürgermeister von Saarbrücken
- Philipp Zimmermann (1796–1850), Bibliothekar und Mäzen
- Friedrich Carl Bentz (1799–1864), Kaufmann, Kommunalpolitiker und Bürgermeister von Sankt Johann

### 19. Jahrhundert

#### 1801 bis 1850

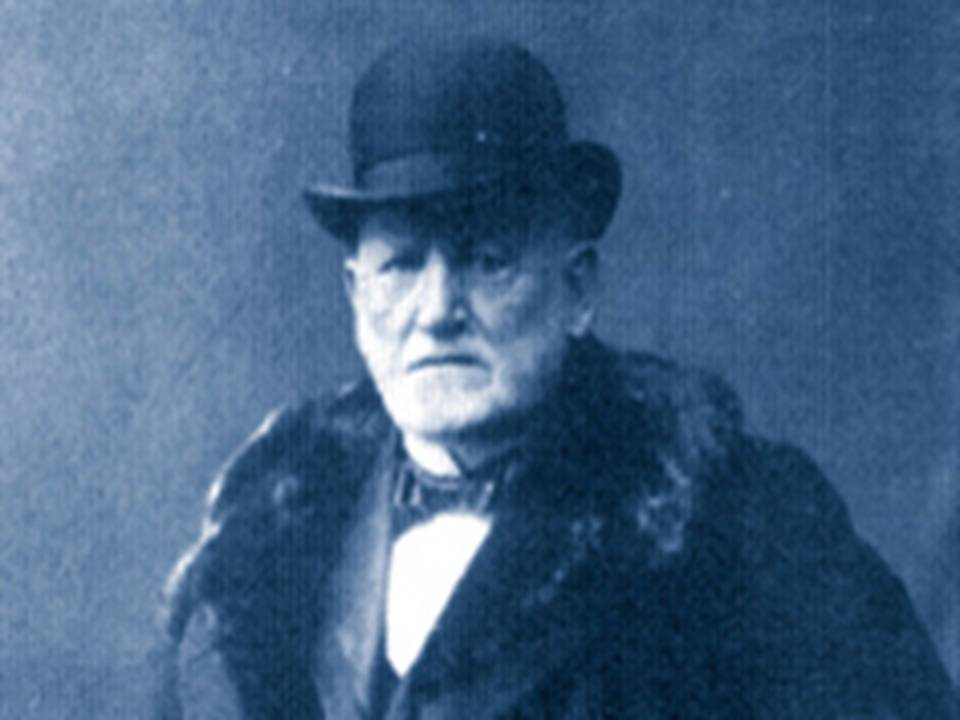
Carl Röchling

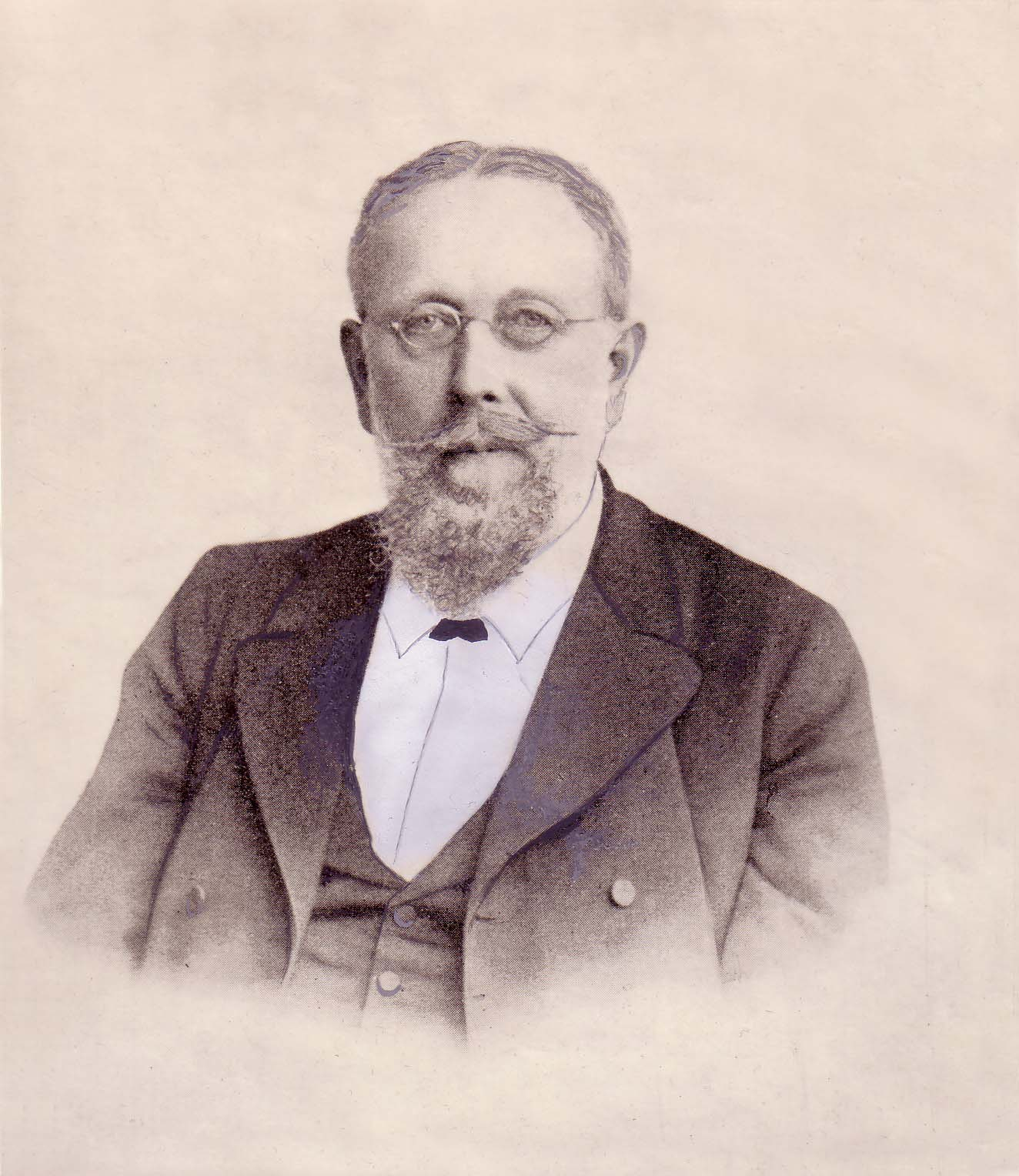
Heinrich von Achenbach

- Georg Adolf Schwinn (1815–1892), Unternehmer und Politiker
- Eduard Karcher (1818–1895), Unternehmer, Politiker und Gutsbesitzer
- Karl Karcher (1818–1868), Kaufmann, Gutsbesitzer und Bürgermeister von Sankt Johann
- Wilhelm Heinrich Kewenig (1818–1889), Landgerichtspräsident und Mitglied des Preußischen Abgeordnetenhauses
- Louis Théodore Gouvy (1819–1898), Komponist, geboren in Gouffontain (Schafbrücke)
- Julius Kiefer (1820–1899), Kaufmann, Ornithologe und Bürgermeister Saarbrückens
- Gustav Bruch (1822–1899), Brauereibesitzer und Politiker
- Adolf Achenbach (1825–1903), Beamter und Berghauptmann
- Emil Haldy (1826–1901), Geheimer Kommerzienrat, Kommunalpolitiker und Industrieller
- Carl Röchling (1827–1910), Industrieller
- Heinrich von Achenbach (1829–1899), Bergrechtler und Politiker
- Ludwig Lautz (1830–1884), Bankier und Politiker
- Karl August Schmidt (1830–1901), Fabrikant und Stifter
- Carl Ferdinand von Stumm-Halberg (1836–1901), Montanindustrieller und Politiker
- Georg Heckel (1839–1899), Kaufmann und Wohltäter Malstatts
- Eduard von Kehler (1843–1910), Generalleutnant
- Guido Karcher (1844–1905), Admiral
- August Carl Klein (1847–1920), Politiker und kommissarischer Bürgermeister von Saarbrücken
- Samuel Brandt (1848–1938), Altphilologe
- Friedrich Schmitz (1850–1895), Botaniker
- Eduard Adt (1850–1919), Fabrikant der Pappmachédynastie Adt, Bürgermeister, Reichstagsabgeordneter, Ehrenbürger sowie Kommerzienrat und Geheimer Kommerzienrat (Geheimrat)

#### 1851 bis 1900

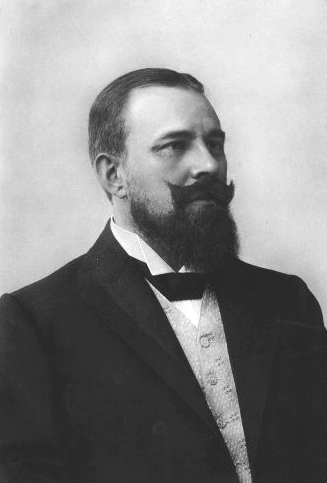
Friedrich Wilhelm Kopsch

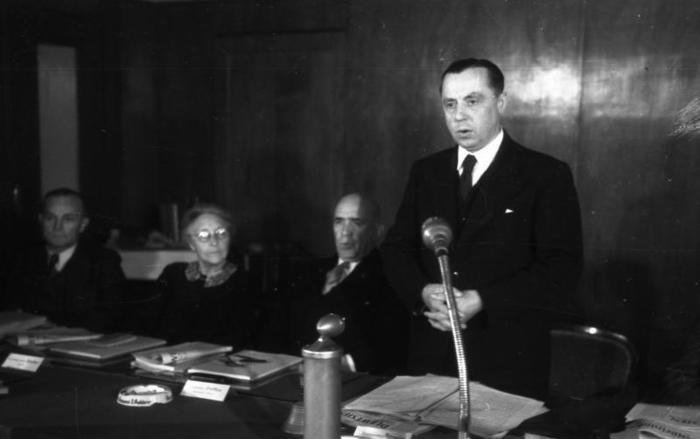
Peter Altmeier

- August Windeck (1853–1933), Bürgermeister, MdR
- Julius Becker (um 1854–nach 1905), Amokläufer
- Paul Röchling (1854–1921), Bankier und Präsident der Handelskammer Saarbrücken
- Edmond Pottier (1855–1934), französischer Kunsthistoriker und Archäologe
- Carl Röchling (1855–1920), Maler und Illustrator
- Harry von Wright (1859–1925), preußischer Generalleutnant
- Ernst Heckel (1861–1949), Industrieller
- Friedrich Wilhelm Kopsch (1868–1955), Anatom
- Johann Jacob Haßlacher (1869–1940), Stahlindustrieller, MdR
- Carl Klein (1873–1934), Architekt, erster Landeskonservator des Saarlandes
- Ludwig Friedrich Karl Berg (1874–1939), katholischer Geistlicher
- Eduard Sehmer (1874–1945), Maschinenbauingenieur, Fabrikant und Gutsbesitzer
- Robert Laugs (1875–1942), Kapellmeister und Dirigent
- Ida Obenauer (1875―1957), Vorkämpferin für die Stellung der Frau in Kirche und Gesellschaft
- Wilhelm Schmelzer (1876–1942), Verbandsfunktionär und Mitglied des Landesrates des Saarlandes
- Rudolf Drawe (1877–1967), Professor der Brennstofftechnik
- Albert Schmidt (1877–nach 1933), Gewerkschafter und Politiker (Zentrum)
- Robert Röchling (1877–1948), Montan-Unternehmer
- Karl Lohmeyer (1878–1957), Kunsthistoriker
- Robert Helm (1879–1955), Jurist, Tuchindustrieller und Politiker, Bürgermeister von Krefeld
- Wilhelm Lutsch (1879–1942), Jurist und Abgeordneter
- Hans Mosler (1879–1970), Historiker und Lehrer
- Karl Raabe (1879–1953), Industrieller
- Alexander Schmoll (1880–1950), Fotograf
- Franz Hofer (1882–1945), Filmregisseur
- Richard Becker (1884–1969), Politiker
- Richard Francke (1886–1947), Jurist, Reichsgerichtsrat
- Gustav Levy (1886–1966), Jurist
- Walther Poppelreuter (1886–1939), Nervenarzt und Psychiater
- Emil Tiator (1886–1964), Architekt
- Georg Blank (1887–1966), Jurist, Politiker und zweiter Bürgermeister der Stadt Neunkirchen
- Valentin Schaefer (1887–1952), Polizist und Politiker (Zentrum, CDU)
- Alfred Grumbrecht (1888–1949), Bergingenieur und Hochschullehrer
- Michael Schulien (1888–1968), katholischer Priester, Missionar und Päpstlicher Visitator
- Alfred Sturm (1888–1962), Generalleutnant
- Margot Benary-Isbert (1889–1979), Autorin
- Paul Georg Ehrhardt (1889–1961), Ingenieur, Testpilot, Autor von Jagd- und Fliegerbüchern
- Elisabeth Hunaeus (1893–1973), Jugendleiterin, Pädagogin und Schulgründerin
- Kurt Bleines (1894–1957), Berufssoldat und Filmemacher
- Hermann Craemer (1894–1974), Bauingenieur und Hochschullehrer
- Karl Brück (1895–1964), Gauleiter der NSDAP
- Helmut Hunaeus (1895–nach 1946), Kapitän zur See der Kriegsmarine
- Julius Lips (1895–1950), Ethnologe und Soziologe
- Maximiliane Ackers (1896–1982), Schriftstellerin, Drehbuchautorin und Schauspielerin
- Hans-Ulrich Back (1896–1976), Generalmajor
- Hans Wagner (1896–1967), Generalleutnant
- Heinrich Held (1897–1957), Theologe
- Rudolf Schultz von Dratzig (1897–1945), Verwaltungsbeamter und SS-Führer
- Ly Klein (1898–1968), Malerin
- Philippina Roth, geborene Day (1898–1961), Widerstandskämpferin gegen den Nationalsozialismus
- Curt Seibert (1898–1975), Schriftsteller
- Hans Weil (1898–1972), Pädagoge und Hochschullehrer
- Peter Altmeier (1899–1977), Politiker
- Karl Bolte (1899–1995), Abgeordneter des Provinziallandtages der Provinz Hessen-Nassau
- Heinrich Detjen (1899–1968), Politiker
- Walter Dürrfeld (1899–1967), Diplom-Ingenieur, Betriebsführer des Buna-Werks
- Heinrich Wagner (1899–1953), Vorstandsvorsitzender der Daimler-Benz AG
- Hedwig Behrens (1900–1986), Frauenbeauftragte der Landesregierung Saarbrücken, Archivarin
- Karl Elgas (1900–1985), Politiker
- Fritz Neumeyer (1900–1983), Cembalist, Pianist, Musikwissenschaftler und Komponist
- Eduard Welter (1900–1979), Widerstandskämpfer gegen den Nationalsozialismus, Gewerkschafter

### 20. Jahrhundert

#### 1901 bis 1910

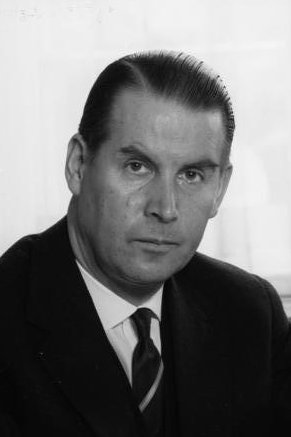
Gerhard Schröder

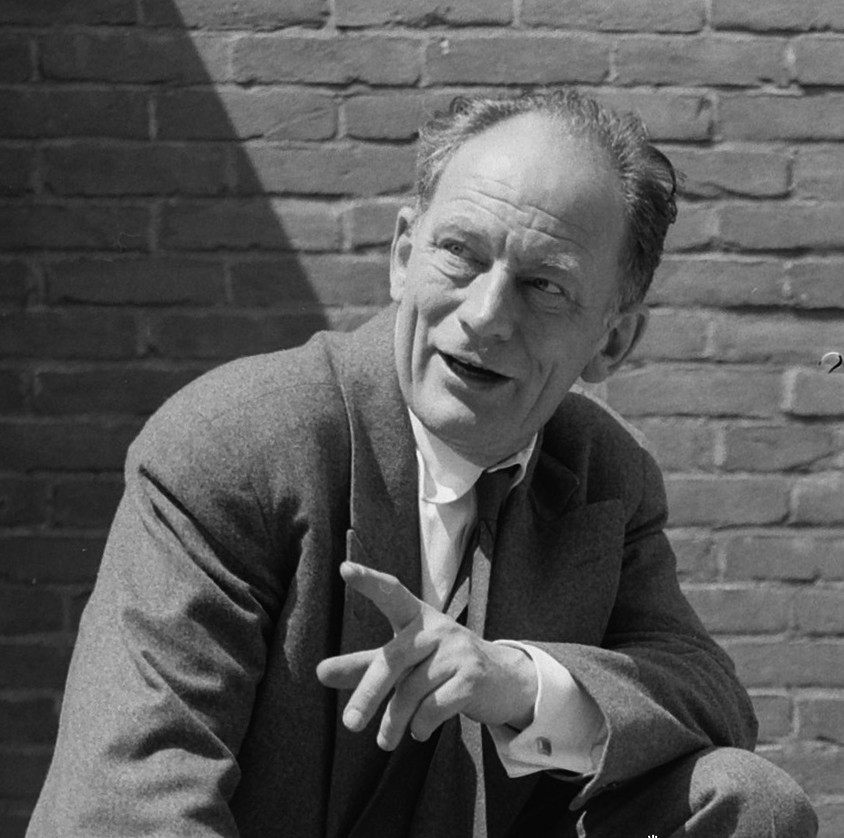
Wolfgang Staudte, NS-kritischer Filmregisseur der Nachkriegszeit, 19. Januar 1984

- Franz Ruland (1901–1964), Politiker
- Werner Straub (1901–1945), protestantischer Geistlicher der Bekennenden Kirche
- Wanda Bräuniger (1902–1990), Puppenspielerin, Schauspielerin, Hörspiel- und Synchronsprecherin
- Robert Carl (1902–1987), Komponist, Dirigent und Musikverleger
- Alfred Ibach (1902–1948), Dramaturg, Schauspieler, Verleger und Autor
- Nikolaus Jonas (1902–1992), Ehrendomherr in Trier
- Max Ophüls (1902–1957), Filmregisseur
- Claus Seibert (1902–1977), Jurist und Richter
- Karl Steinhauer (1902–1981), Politiker
- Peter Klassen (1903–1989), Diplomat
- Marta Kuhn-Weber (1903–1990), Malerin, Bildhauerin und Puppenmacherin
- Hanns Schloß (1903–1986), Ingenieur und Politiker
- Edgar Jené (1904–1984), Maler, Grafiker und Surrealist
- Mathias Ludwig Schroeder (1904–1950), Arbeiterschriftsteller
- Peter Clemens (1905–1981), Politiker
- Alexander Jungfleisch (1905–1993), Direktor der Landesversicherungsanstalt des Saarlandes
- Else Merkel (1905–1990), Kommunistin, Widerstandskämpferin gegen den Nationalsozialismus
- Rudolf Schmeer (1905–1966), Politiker (NSDAP)
- Hanns Altmeier (1906–1979), Maler und Kunstpädagoge
- Ernst-Ludwig Loewel (1906–1997), Obstzüchter im Alten Land
- Hans Pink (1906–1974), Politiker
- Hermann Otto Sleumer (1906–1993), deutsch-niederländischer Botaniker
- Wolfgang Staudte (1906–1984), Filmregisseur
- Fritz Ries (1907–1977), Industrieller, Jurist und königlich-marokkanischer Honorarkonsul
- Heinrich Schneider (1907–1974), Politiker
- Arno Ullmann (1907–1968), Journalist
- Heinrich Matz (1908–1945), kommunistischer Widerstandskämpfer gegen den Nationalsozialismus und NS-Opfer
- Egon Reinert (1908–1959), Jurist und Politiker
- Paul Simon (1908–1947), Politiker
- Ernst Braun (1909–1994), Schneider, Jugendverbandsfunktionär (SAJ), Spanienkämpfer, KZ-Häftling in Buchenwald, Kommunal- und Landespolitiker (BDS/SPD/SED), Chef der Thüringer Polizei und Kulturfunktionär
- Hermann Gombert (1909–2001), Kunsthistoriker
- Alois Keßler (1909–1996), parteiloser Kommunalpolitiker
- Hans-Joachim Müller (1909–1994), Maler und Zeichner
- Martha Rohs (1909–1963), Opernsängerin an der Wiener Staatsoper
- Georg Schneider (1909–1970), Lehrer, KPD/SED-Funktionär und Hochschullehrer in Jena
- Hugo Dreyer (1910–1982), Politiker (GB/BHE, CDU), Mitglied des Niedersächsischen Landtags
- Rudolf Kerner (1910–1997), SS-Hauptsturmführer und Kriminalkommissar
- Walter Schellenberg (1910–1952), SS-Brigadeführer und Generalmajor
- Gerhard Schröder (1910–1989), Politiker (CDU)

#### 1911 bis 1920
- Gerhard Luyken (1911–unbekannt), Politiker (NSDAP) und Landrat in Hessen
- Wilhelm Sold (1911–1995), Fußballspieler
- Marie Louise Stern-Loridan (1911–unbekannt), jüdische Widerstandskämpferin gegen den Nationalsozialismus, Juristin
- Kurt Craemer (1912–1961), Maler, Designer und Illustrator
- Fritz Hellwig (1912–2017), Politiker
- Heinrich Schmidt (1912–1988), Fußballspieler
- Bob Strauch (1913–1978), Grafiker, Karikaturist und Zeichner
- Karl Heinz Bolay (1914–1993), Schriftsteller und Dichter
- Rudolf Kaster (1914–2003), Grafiker, Bildender Künstler und Kunstpädagoge
- Nikolaus Schreiner (1914–2007), Politiker
- Käthe Kirschmann (1915–2002), Widerstandskämpferin
- Käthe Limbach (1915–2003), Widerstandskämpferin
- Ernst Schäfer (1915–1973), Politiker
- Otto Steinert (1915–1978), Fotograf
- Heinrich Bollinger (1916–1990), Widerstandskämpfer, Professor für Philosophie
- Hans-Werner Müller (1916–2007), Gesundheitspolitiker sowie Neurologe und Psychiater
- Eduard W. Diehl (1917–2003), Arzt und Entomologe
- Helmut Bauer (1919–1952), Mitglied der Weißen Rose
- Wilhelm Bollinger (1919–1975), Widerstandskämpfer, Chemiker
- Karl Schmieden (1919–1946), deutsches SS-Mitglied und Kriegsverbrecher
- Albert Dietz (1920–1973), Architekt
- Willi Hahn (1920–1995), Bildhauer

#### 1921 bis 1930

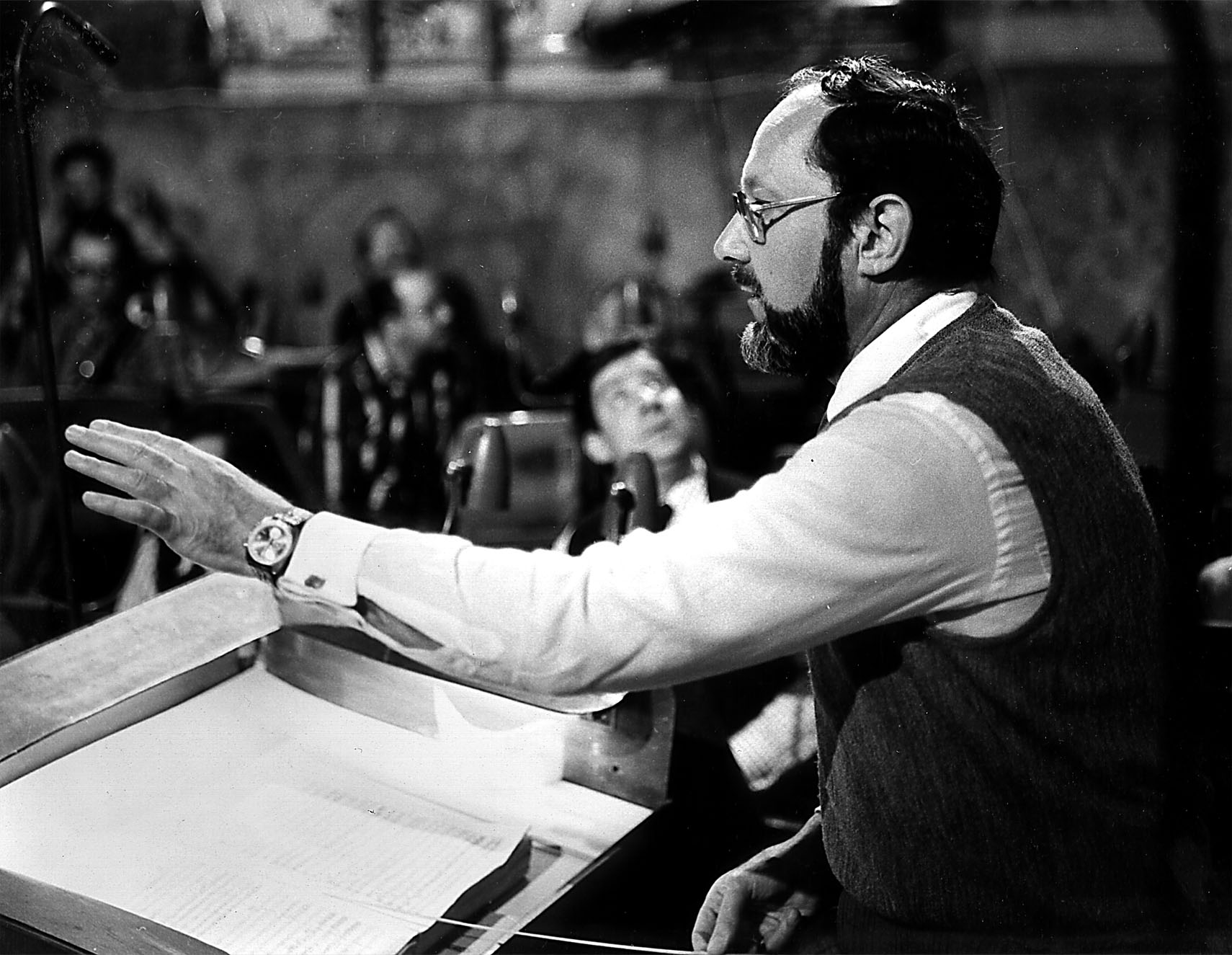
Heinrich Bender

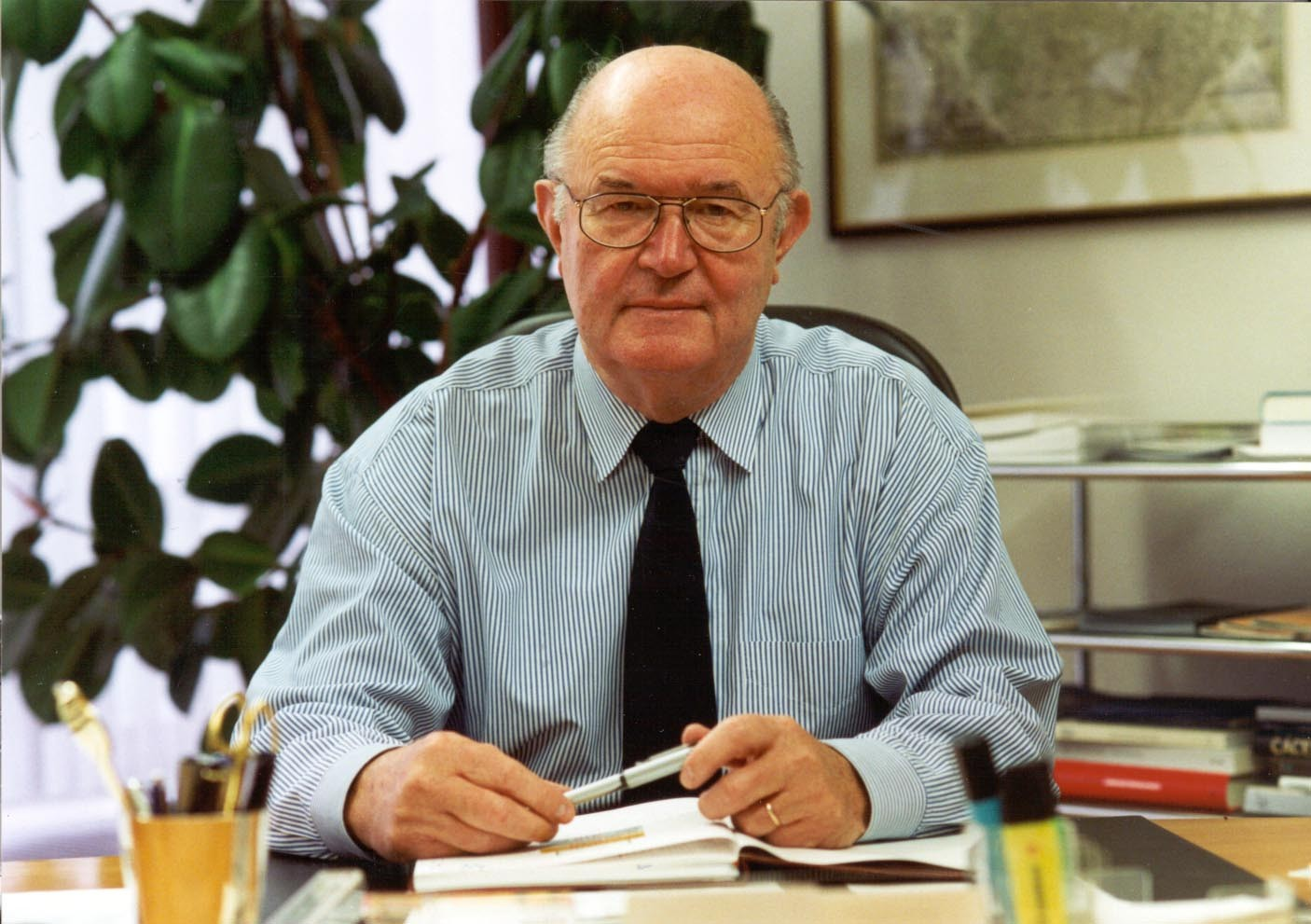
Arno Krause

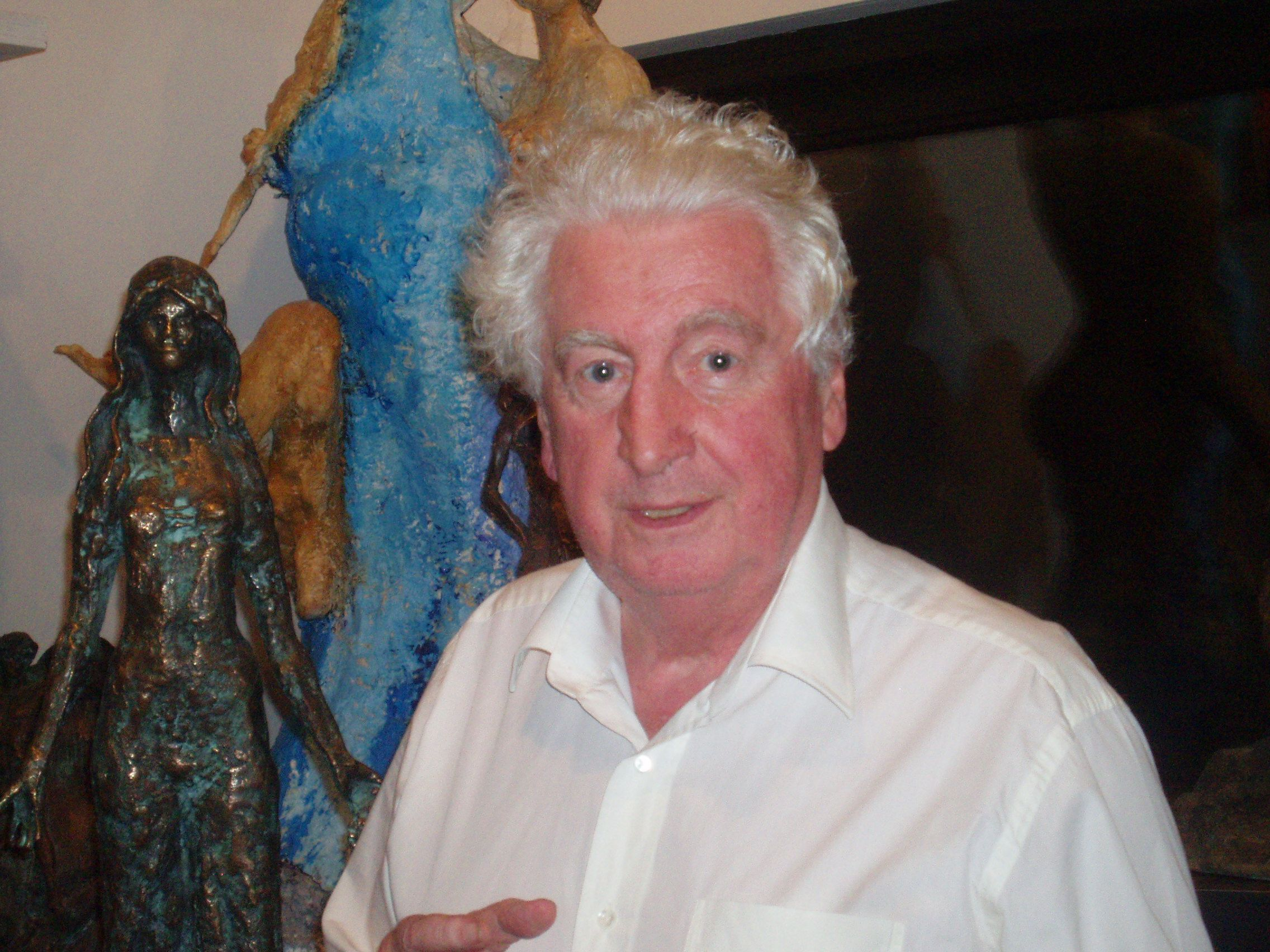
Hans Schröder

- Karl Berg (1921–2007), Fußballspieler, Nationalspieler für das Saarland
- Edith Braun (1921–2016), Autorin und Mundartforscherin
- Konrad Schreiner (1921–unbekannt), Fußballspieler
- Otto Braun-Falco (1922–2018), Arzt und Dermatologe
- Günther Jahr (1923–2007), Jurist
- Frédéric Back (1924–2013), kanadischer Film-Animator und Animationsregisseur
- Hans Schmitt (1924–1995), Pianist
- Kurt Schmitt (1924–1992), Pianist
- Kurt Zimmer (1924–2008), Kanute
- Heinrich Bender, eigentlich Heinrich Maul (1925–2016), Dirigent, Pianist und Musikpädagoge
- Joachim Kopper (1925–2013), Philosoph und Hochschullehrer
- Frederic Vester (1925–2003), Biochemiker, Umweltexperte und Autor
- Rudolf Arens (1926–1991), Grünlandwissenschaftler
- Hans Becker (Politiker, 1926) (* 1926), Schmelzer und Politiker (SPD), ab 1975 MdL Saarland
- Eve Dessarre (1926–1990), französische Schriftstellerin (Eva Steinthal)
- Roger Guérin (1926–2010), französischer Jazz-Trompeter und Sänger
- Roland Stigulinszky (1926–2022), Grafiker, Karikaturist und Satiriker
- Kurt Thürk (1926–2002), Jurist, Politiker und Mitglied des Deutschen Bundestages
- Tzvi Avni (* 1927), israelischer Komponist
- Lutwin Beck (1927–2022), Gynäkologe und Geburtshelfer
- Werner Biel (1927–2006), Ruderer
- Volkmar Gross (1927–1992), Künstler
- Willi Gusenburger (1927–2001), Fußballschiedsrichter
- Manfred Güthler (1927–2024), Maler, Grafiker und Diplom-Designer
- Hans-Klaus Heinz (1927–2004), evangelischer Pfarrer und Komponist
- Walter Henn (1927–2004), Politiker
- Otto Lackenmacher (1927–1988), Maler
- Paul Schneider (1927–2021), Bildhauer
- Hans Stiff (1927–2016), Journalist und Zeitungsverleger
- Otto Düben (1928–2018), Hörspielregisseur
- Heinrich Heß (1928–1993), Kanute
- Karl August Schleiden (1928–2009), Philologe, Stadthistoriker, Verleger und Autor
- Marianne Schultz-Hector (1929–2021), Politikerin
- Werner Thönnessen (1929–2011), Gewerkschafter, Pressesprecher IG Metall
- Dieter Heinz (1930–2017), Architekt und Konservator
- Albert Keck (1930–1990), Fußballspieler
- Arno Krause (1930–2018), Gründer und Vorstandsvorsitzender der Europäischen Akademie Otzenhausen
- Georg Mascetti (1930–1982), Schwimmer
- Hanns Peters (1930–2015), Ruderer und katholischer Verbandsfunktionär
- Hans Schröder (1930–2010), Bildhauer und Maler
- Karl Stephan (* 1930), Verfahrenstechniker und Hochschullehrer

#### 1931 bis 1940

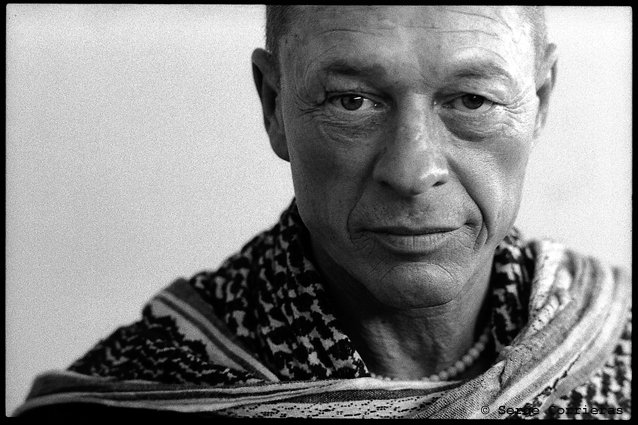
Siegfried Kessler

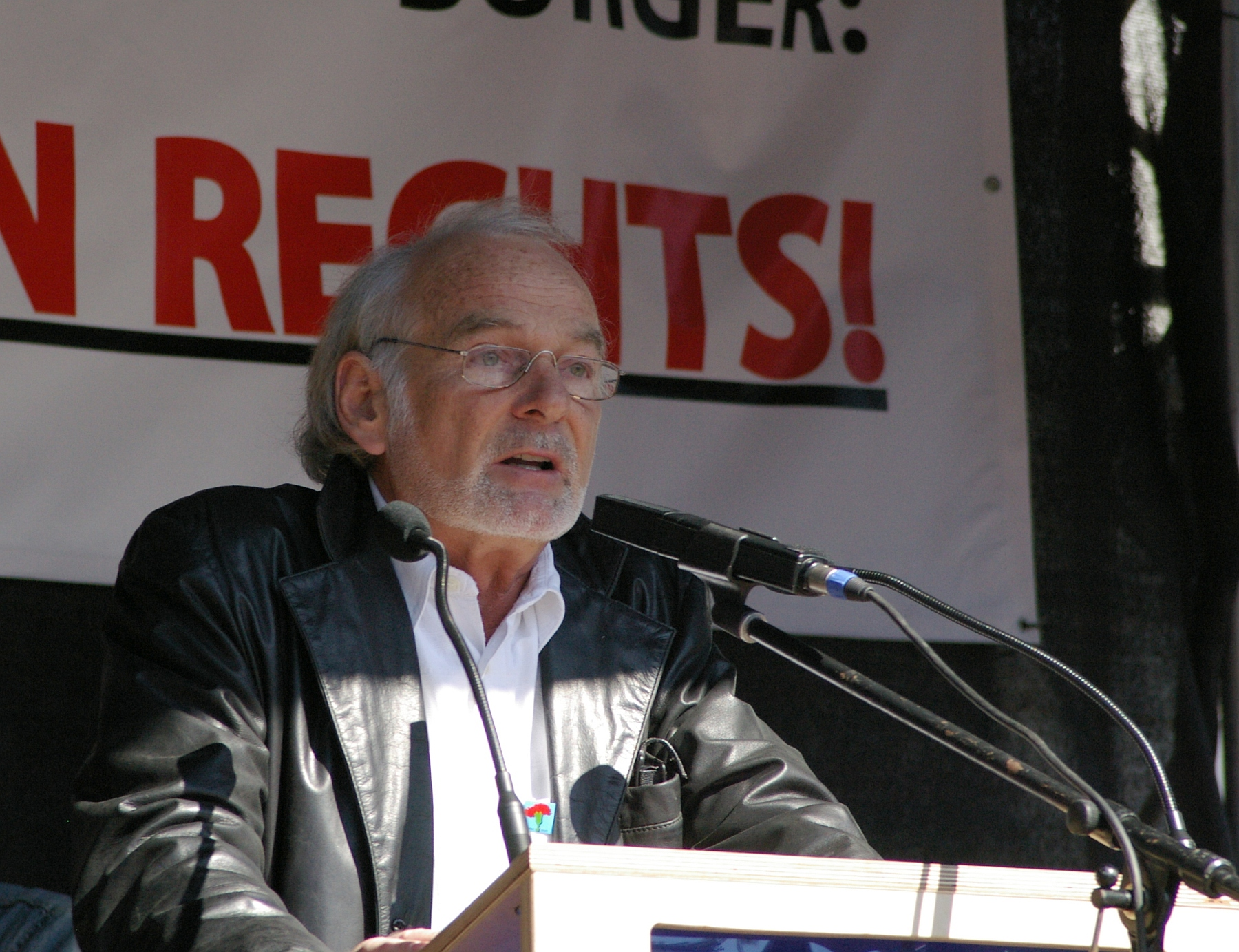
Claus Dieter Clausnitzer

- Ingrid Biedenkopf (* 1931), Ehefrau des sächsischen Ministerpräsidenten Kurt Biedenkopf
- Kilian Breier (1931–2011), Fotograf
- Ferdi Hartung (1931–2014), Sportfotograf
- Rut Rex (* 1931), Sängerin, Schauspielerin und Musicaldarstellerin
- Günther Büch (1932–1977), Schauspielregisseur
- Hans-Ludwig Jessberger (1932–2001), Bauingenieur für Grundbau
- Georg Keßler (* 1932), Fußballspieler und -trainer
- Alois Peitz (* 1932), Architekt und Hochschullehrer
- Gerd Boder (1933–1992), Komponist
- Dietrich Börner (1933–2016), Wirtschaftswissenschaftler
- Willy Schäfer (1933–2011), Schauspieler und Synchronsprecher
- Claus Vogel (1933–2012), Indologe und Tibetologe
- Günter Herrmann (1934–2012), Fußballspieler
- Werner Hoppe (1934–2010), Ringer
- Gerhard Stuby (1934–2020), Rechtswissenschaftler und Professor an der Universität Bremen
- Carlo Weber (1934–2014), Architekt und Hochschullehrer
- Ernst Alt (1935–2013), Maler und Bilderhauer
- Klaus-Dieter Becker (* 1935), Mathematiker und Physiker in Saarbrücken
- Peter Haberer (1935–2004), Jurist und Politiker (CDU), Mitglied des Landtags von Rheinland-Pfalz
- Siegfried Kessler (1935–2007), französischer Pianist und Komponist
- Manfred Klein (1935–2004), Fußballspieler
- Eva Graf (1936–2001), Tischtennisspielerin
- Gerhard Löh (* 1936), Schachspieler
- Georg Adolf Schnarr (1936–2010), Jurist, Landtagsabgeordneter und Fußballfunktionär
- Fritz Arend (1937–1998), Maler, Glasmaler und Bildwirker
- Hans Jürgen Drumm (1937–2018), Wirtschaftswissenschaftler
- Helga Hoffmann (* 1937), Leichtathletin
- Rolf Lacour (1937–2018), Ringer
- Helga Mees (1937–2014), Fechterin
- Hans Peter Meißner (1937–2014), Internist
- Günther Metz (* 1937), Musikwissenschaftler, Hochschullehrer
- Peter Jan Pahl (* 1937), Bauingenieur
- Gerhard Podskalsky (1937–2013), Byzantinist, Slawist und Theologe
- Rolf Riehm (* 1937), Komponist
- Erhard Roy Wiehn (* 1937), Soziologe
- Ingrid Caven (* 1938), Chanson-Sängerin und Schauspielerin
- Hans Eckert (1938–2004), Lehrer, Schriftsteller und Regionalhistoriker
- Wolfgang Gerber (* 1938), Richter am Bundesgerichtshof
- Horst Franz Kern (* 1938), Mediziner und Biologe
- Werner Klinnert (1938–2006), Chemiker und Politiker
- Marie-Luise Scherer (1938–2022), Schriftstellerin und Journalistin
- Norbert Altenhofer (1939–1991), Literaturwissenschaftler und Hochschullehrer
- Claus Dieter Clausnitzer (* 1939), Schauspieler
- Manfred Gärtner (* 1939), Fußballspieler
- Liesel Jakobi (* 1939), Leichtathletin
- Ellen Marx (1939–2023), Künstlerin und Buchautorin
- Jürgen Zander (* 1939), Soziologe und Handschriftenbibliothekar
- Martin-Peter Büch (1940–2024), Sportwissenschaftler, Sportökonom und Sportfunktionär
- Werner Goldschmidt (1940–2019), Soziologe
- Paul Müller (1940–2010), Biologe und Hochschullehrer
- Erwin Trouvain (1940–1982), Ringer

#### 1941 bis 1950
- Jörg Gebhardt (* 1941), Jazzmusiker
- Lukas Kramer (1941–2025), Maler

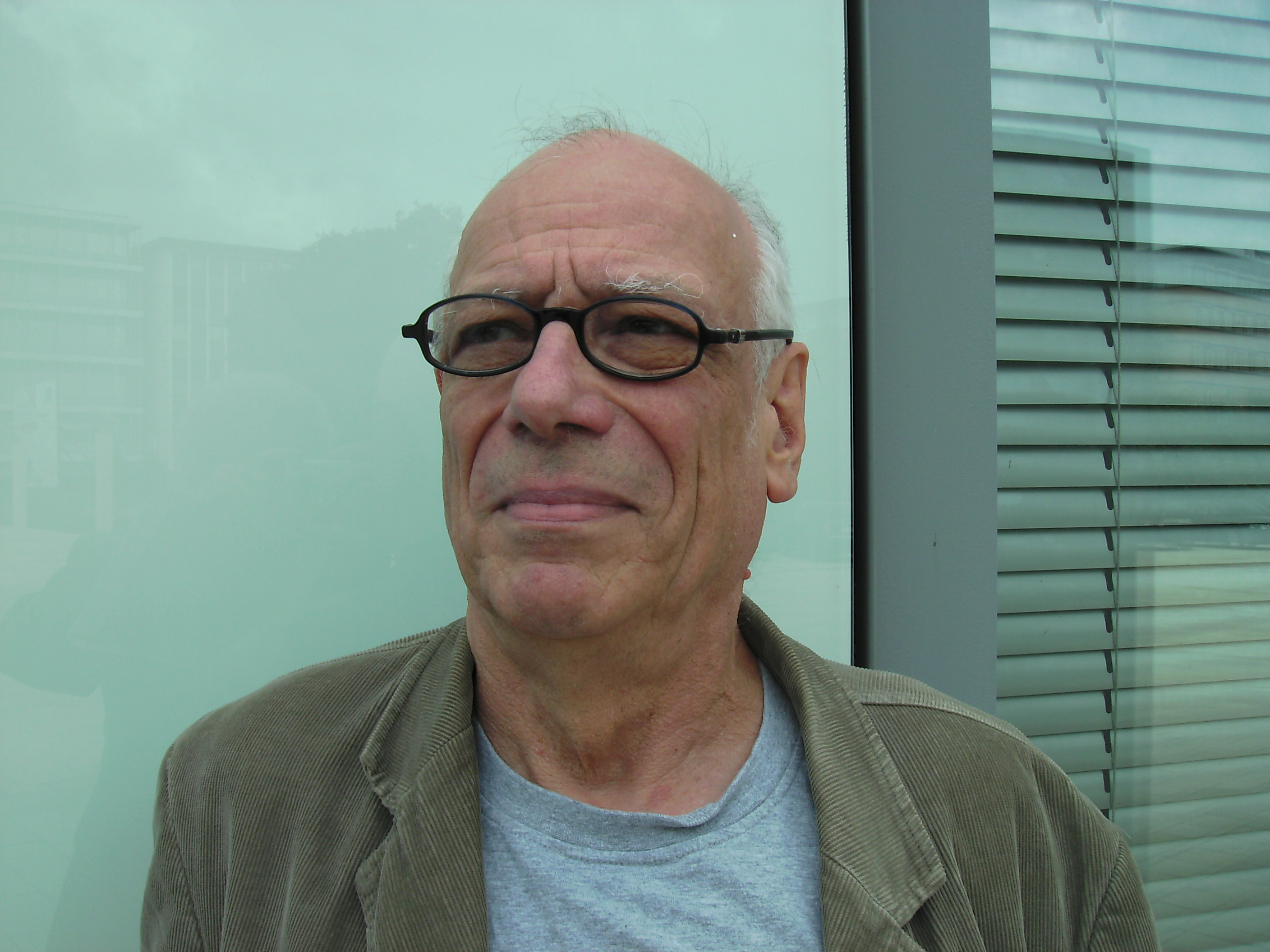
Lukas Kramer (1941–2025)

- Jürgen Schmidt (1941–2024), Jurist, Universitäts-Rektor
- Werner Schreiber (* 1941), Politiker
- Klaus Ahlheim (1942–2020), Erziehungswissenschaftler
- Wolfgang Haubrichs (* 1942), germanistischer Mediävist und Namenforscher
- Ulrike Kolb (* 1942), Schriftstellerin
- Franz Ruland (* 1942), Jurist
- Trudeliese Schmidt (1942–2004), Opernsängerin
- Rüdiger Weigang (1942–2022), Schauspieler
- Ursula Seiler-Albring (* 1943), Politikerin
- Jürgen Rischar (* 1944), Politiker
- Waltraud Schiffels (1944–2021), Schriftstellerin und Germanistin
- Renate Bol (* 1945), Archäologin
- Margit Otto-Crépin (1945–2020), französische Dressurreiterin
- Heinrich Hettrich (1947–2020), Indogermanist und Hochschullehrer
- Alex Jordan (* 1947), Grafikdesigner, Künstler, Fotograf und Hochschullehrer
- Karl-Ludwig Kunz (* 1947), deutsch-schweizerischer Rechtswissenschaftler und Kriminologe
- Lothar Schnitzler (* 1947), Politiker
- Joachim Zentes (* 1947), Wirtschaftswissenschaftler
- Joachim Bitterlich (* 1948), Diplomat
- Reiner Braun (* 1948 im Stadtteil Brebach-Fechingen), Politiker
- Jürgen Brosius (* 1948), Molekulargenetiker und Evolutionsbiologe
- Jürgen August Alt (* 1949), Autor und Kommunikationstrainer
- Martin R. Becker (* 1949), bildender Künstler
- Gisela Bell (* 1949), Autorin
- Hans-Jürgen Dick (* 1949), Offizier, Generalstabsarzt und Amtschef des Sanitätsamtes der Bundeswehr
- Hendrik Fassmann (* 1949), Sozialwissenschaftler und Rehabilitationswissenschaftler
- Lesley Hamilton (* 1949), Malerin, Grafikerin und Popsängerin
- Charly Marks (1949–2023), Popsänger und Gitarrist
- Max Neumann (* 1949), Maler
- Liliane von Rönn (* 1949), Domina, Prostituierten- und Frauenrechtlerin
- Norbert Schaeffer (1949–2020), Hörspielautor und -regisseur
- Günter Schwarz (* 1949), Brigadegeneral
- Hubert Seiwert (* 1949), Religionswissenschaftler und Religionshistoriker
- Hans-Peter Annen (* 1950), Diplomat
- Rainer Grün (1950–2010), Politiker
- Horst Hinschberger (* 1950), Politiker und Präsident des 1. FC Saarbrücken
- Mathilde Koller (* 1950), Juristin, Verfassungsschutzpräsidentin in Sachsen und Nordrhein-Westfalen
- Erika Ober (* 1950), Politikerin
- Joachim Schumacher (* 1950), Fotograf

#### 1951 bis 1960

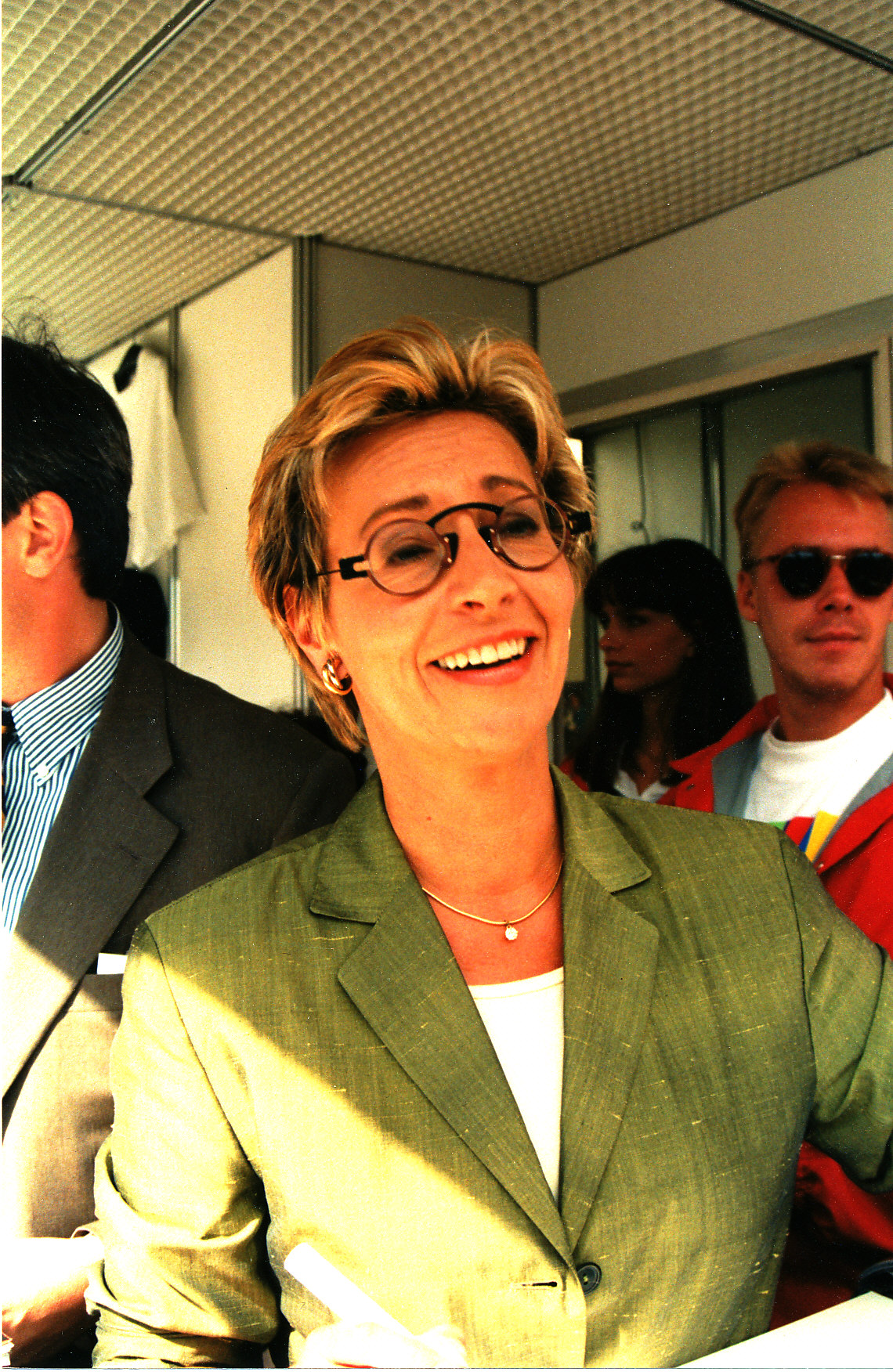
Ilona Christen

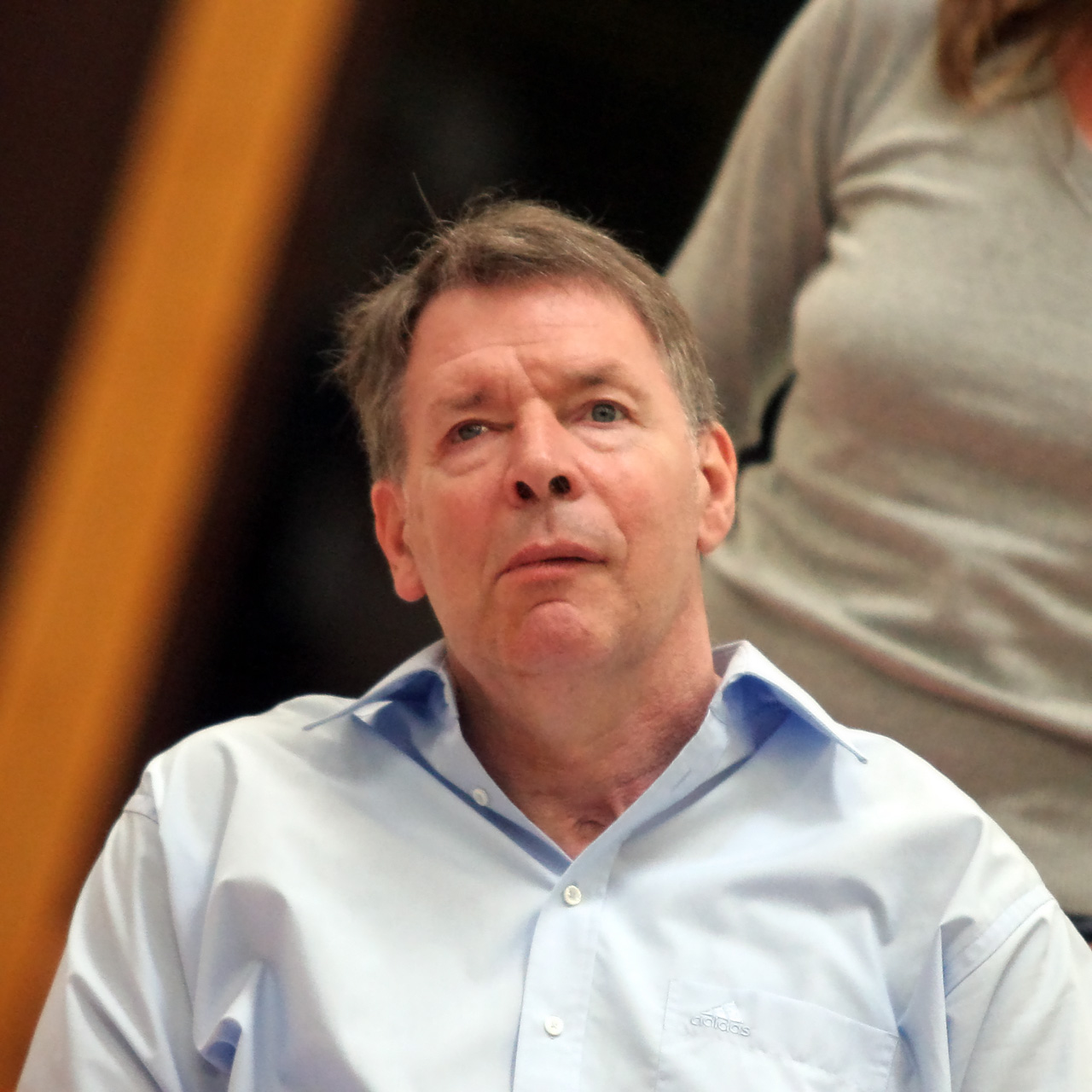
Joachim Deckarm

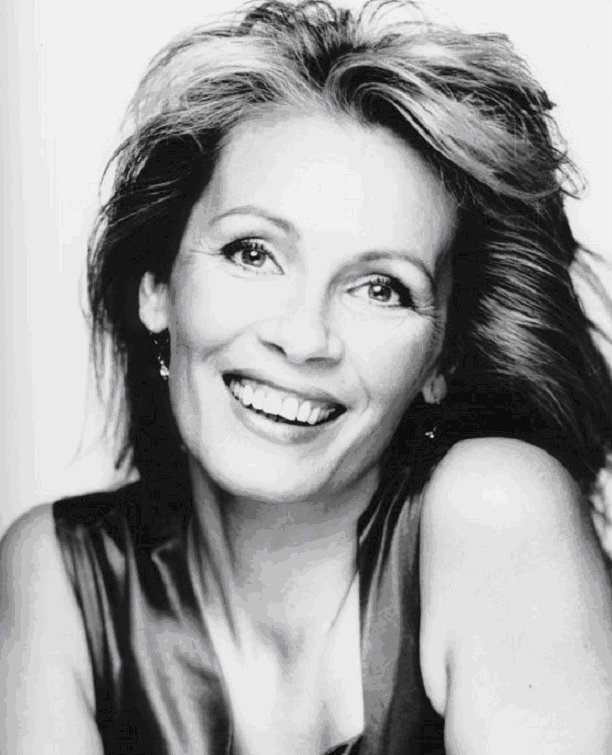
Ingrid Peters

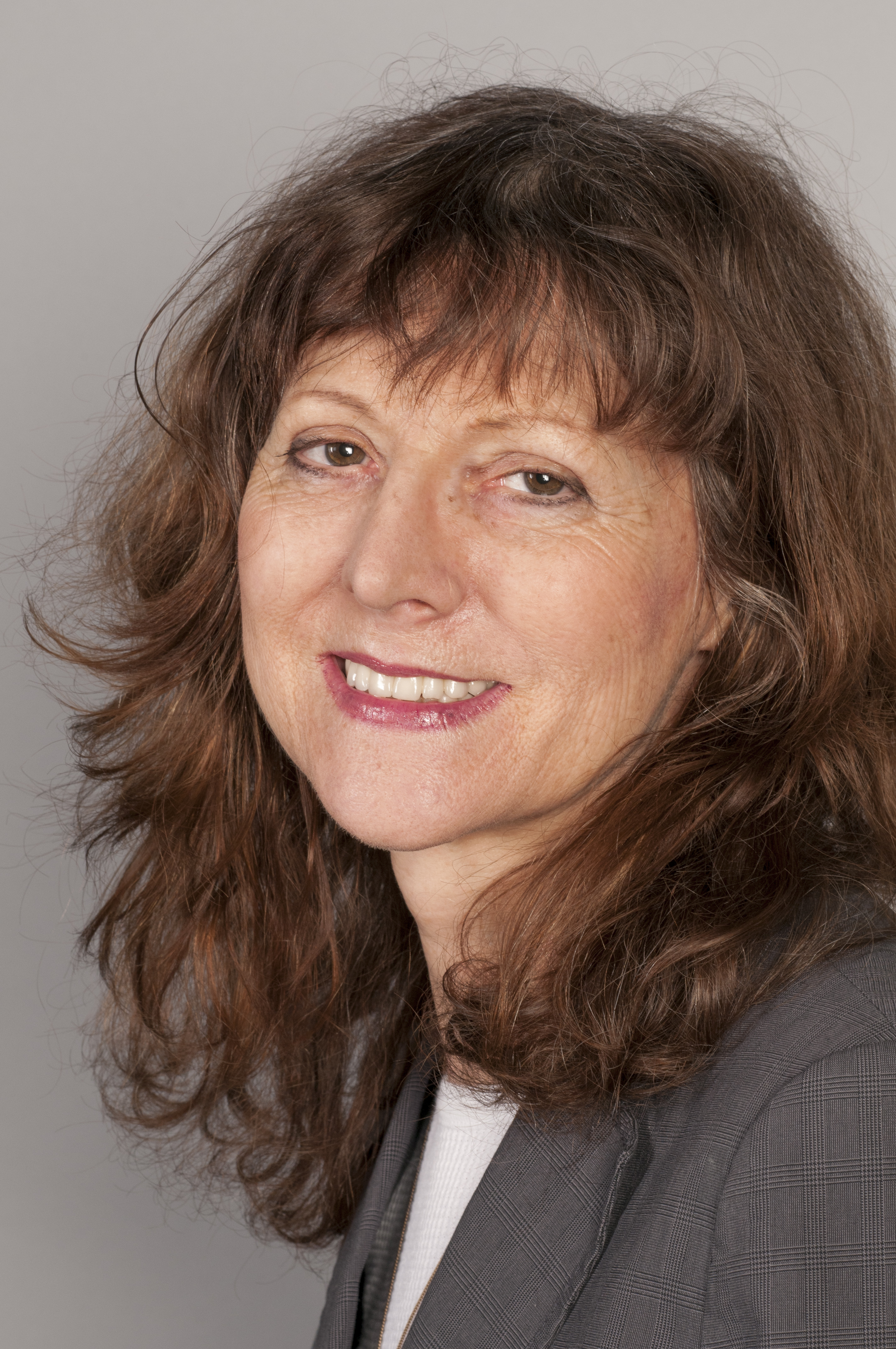
Hiltrud Breyer

- Ilona Christen (1951–2009), deutsch-schweizerische Fernseh- und Hörfunkmoderatorin
- Peter Jacoby (* 1951), Politiker
- Michael Kunzler (1951–2014), Professor für Liturgiewissenschaft
- Egbert Baqué (* 1952), Galerist, Autor und Übersetzer
- Christoph Hubig (* 1952), Philosoph
- Dieter R. Fuchs (* 1952), Wissenschaftler und Schriftsteller
- Horst Hübsch (1952–2001), Künstler
- Karl-Eugen Huthmacher (* 1952), Verwaltungsjurist
- Stefan Koppelkamm (* 1952), Grafik-Designer, Ausstellungsgestalter, Fotograf, Autor und Hochschullehrer
- Michael Karr (1953–2024), Journalist und Fernsehmoderator
- Wolfgang Wahlster (* 1953), Informatiker
- Robert Zimmer (* 1953), Publizist und Autor
- Dieter Burgard (* 1954), Politiker
- Joachim Deckarm (* 1954), Leichtathlet und Handballspieler
- Meinrad Maria Grewenig (* 1954), Kunsthistoriker, Museumsdirektor und Kulturmanager
- Dagmar Jank (* 1954), Historikerin und Bibliothekarin
- Ingrid Peters (* 1954), Sängerin, Moderatorin, Malerin
- Elisabeth Arend (* 1955), Literaturwissenschaftlerin
- Helmut Eisel (* 1955), Klarinettist und Komponist
- Werner G. Jeanrond (* 1955), römisch-katholischer Theologe
- Barbara König (* 1955), Zoologin, Verhaltensforscherin und Hochschullehrerin
- Volker Schneider (* 1955), Politiker
- Birgit Herz (* 1956), Pädagogin, Hochschullehrerin
- Eva Nitschke (* 1956), Ruderin
- Karl-Heinz Paqué (* 1956), Volkswirt und Politiker
- Christiaan Tonnis (* 1956), Maler, Zeichner und Videokünstler
- Uwe Brandt (* 1957), Pianist und Musikpädagoge
- Hiltrud Breyer (* 1957), Politikerin
- Udo Fink (* 1957), Jurist und Hochschullehrer
- Markus Gehrlein (* 1957), Richter am Bundesgerichtshof
- Hans Peter Hoffmann (* 1957), Sinologe, Schriftsteller und literarischer Übersetzer
- Klaus Ries (* 1957), Historiker und Hochschullehrer
- Volker Schmidt (* 1957), Politiker
- Bernd Thewes (* 1957), Komponist
- Franz Untersteller (* 1957), Politiker
- Bernd Wegner (* 1957), Politiker
- Albert Dietz (* 1958), Architekt
- Gabriele Dobusch (* 1958), Politikerin
- Roland Fischer (* 1958), Fotograf
- Bernhard Gill (* 1958), Soziologe
- Susanne Specht (* 1958), Bildhauerin
- Daniel Koppelkamm (* 1959), Kameramann
- Franziska Lang (* 1959), Klassische Archäologin
- Jörg Schumacher (* 1959), Sprecher der Geschäftsführung der Flughafen Frankfurt-Hahn GmbH
- Wolfgang Schumacher (* 1959), Politiker
- Martin Steinert (* 1959), Bildhauer
- Saskia Vester (* 1959), Schauspielerin
- Rena Wandel-Hoefer (* 1959), Architektin und Stadtplanerin
- Matthias Harig (* 1960), Jazztrompeter
- Bernhard Kempen (* 1960), Jurist
- Sigmount A. Königsberg (* 1960), Sozialwissenschaftler
- Christoph Mudrich (1960–2019), Jazzmusiker und Bigbandleader
- Jörg Michael Peters (* 1960), Weihbischof in Trier
- Eberhard Zorn (* 1960), Generalleutnant des Heeres der Bundeswehr

#### 1961 bis 1970

Gero Gemballa

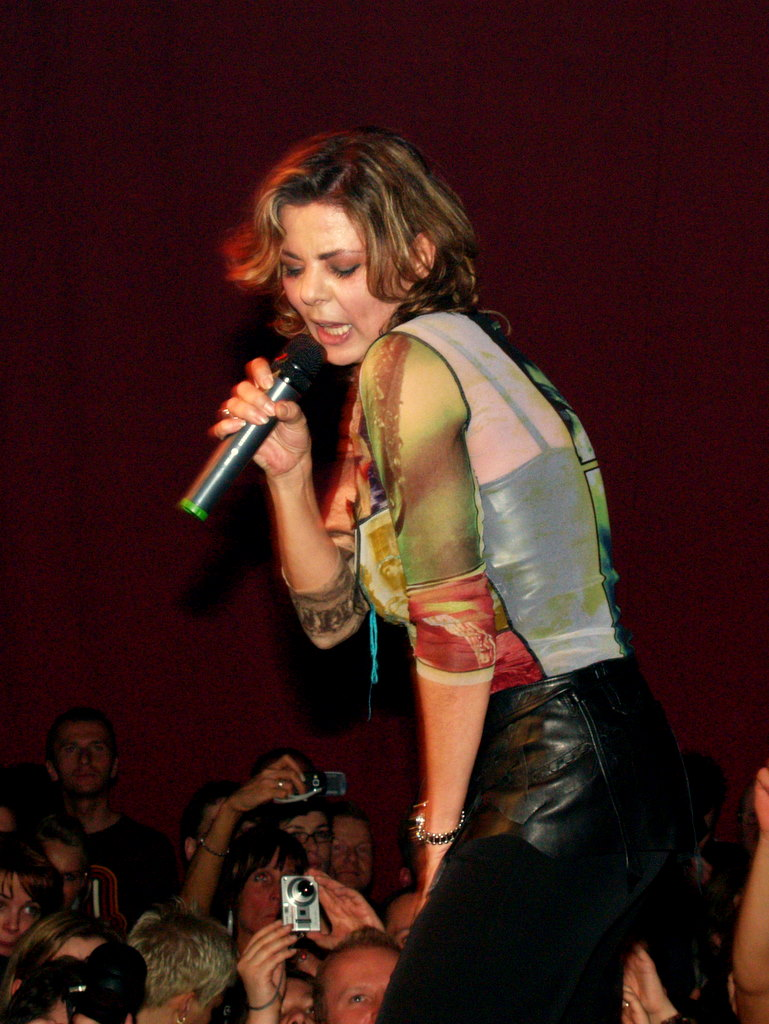
Sandra

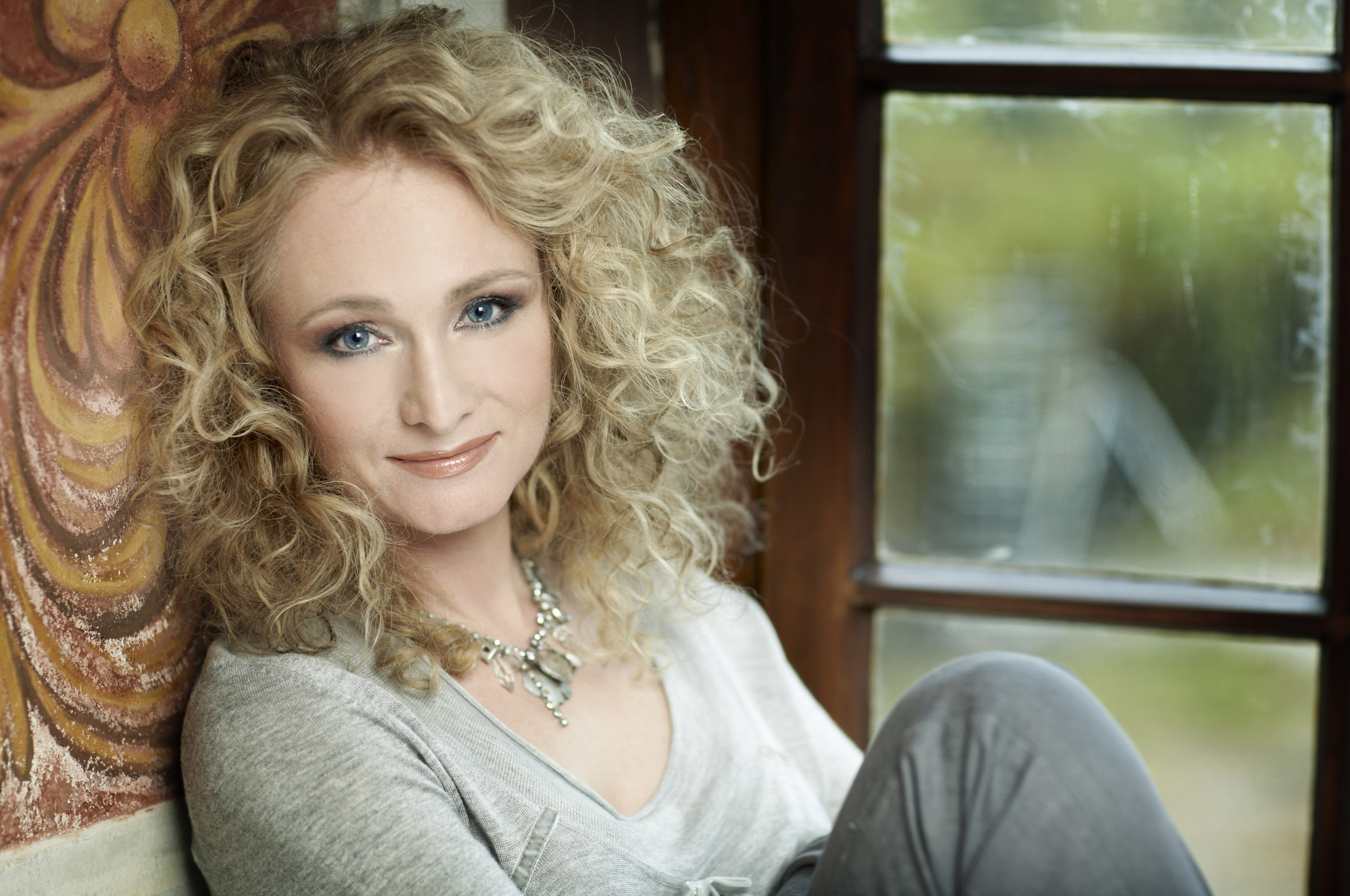
Nicole

- Jörg Alt (* 1961), Mitglied im Jesuitenorden
- Bettina Altesleben (* 1961), Gewerkschafterin und politische Beamtin (SPD)
- Ellen Arnhold (* 1961), Fernsehmoderatorin
- Joachim Conrad (* 1961), Theologe und Hochschullehrer, evangelisch-lutherischer Pfarrer, Sachbuchautor und Herausgeber
- Gero Gemballa (1961–2002), Journalist und Autor
- Klaus Michael Heinz (* 1961), Fernsehautor und Redakteur
- Wolfram Henn (* 1961), Humangenetiker und Medizinethiker
- Annette Milz (* 1961), Journalistin, Autorin und Moderatorin
- Susanne Reichrath (* 1961), Politikerin
- Claudia Willger (* 1961), Politikerin
- Jürgen Barke (* 1962), Politiker
- Andreas Diehl (* 1962), Sportler
- Kai-Uwe Dräger (* um 1962), Bildhauer
- Thomas Engel (* 1962), Schauspieler
- Pascal Hector (* 1962), Diplomat und Hochschullehrer
- Sabine Hennrich (* 1962), Politikerin
- Holger Höcke (* 1962), Schriftsteller
- Norbert Rolshausen (* 1962), Fußballspieler
- Sandra (* 1962), Pop-Sängerin
- Joachim Schild (* 1962), Politologe
- Karen Böhne (* 1963), Schauspielerin
- Hans-Peter Folz (* 1963), Rechtswissenschaftler und Hochschullehrer
- Markus Gramer (* 1963), Maler und Graphiker
- Klaus Hoffmann (* 1963), TV-Produzent, Sport- und Event-Manager
- Claudia Kohde-Kilsch (* 1963), Tennisspielerin
- Jutta Krüger-Jacob (* 1963), Rechtsanwältin und Politikerin
- Carola Pekrun (* 1963), Pflanzenbauwissenschaftlerin und Prorektorin an der HfWU
- Andrea Wandel (* 1963), Architektin und Professorin
- Susanne Baer (* 1964), Juristin, Richterin des Bundesverfassungsgerichts
- Alex Beyrodt (* 1964), Gitarrist, Komponist und Produzent
- Bettina Erzgräber (* 1964), Hochschulprofessorin
- Hans-Christian Herrmann (* 1964), Historiker und Archivar
- Verena Kiefer (* 1964), Übersetzerin
- Stephan Körner (* 1964), Richter
- Peter Kuttler (* 1964), Journalist und Moderator
- Nicole (* 1964), Schlagersängerin
- Tilman Repgen (* 1964), Rechtshistoriker
- Elke Schwab (* 1964), Schriftstellerin
- Chris Weinheimer (* 1964), Jazz- und Improvisationsmusiker und Komponist
- Bernhard Wittmann (* 1964), Keyboarder und Komponist
- Ralf Cetto (* 1965), Jazzmusiker
- Klaus Richter (* 1965), Rechtswissenschaftler und Rechtshistoriker
- Gustav Rivinius (* 1965), Cellist
- Walter Schmidt (1965–2016), freier Journalist und Autor
- Manfred Trenz (* 1965), Computerspiel-Entwickler
- Jacqueline Wachall (* 1965), Künstlerin, Duo Stoll & Wachall
- Markus Zahnhausen (1965–2022), Blockflötist und Komponist
- Ulrich C. Baer (* 1966), Literaturwissenschaftler und Publizist
- Thomas Blug (* 1966), Gitarrist, Komponist und Produzent
- Christina Diggance (* 1966), Politikerin
- Christof E. Ehrhart (* 1966), Manager und Honorarprofessor
- Andreas Escher (* 1966), Computerspiel-Entwickler
- Michael Hassemer (* 1966), Rechtswissenschaftler, Hochschullehrer und Richter
- Elmar Hess (* 1966), Video- und Installationskünstler
- Nils Minkmar (* 1966), deutsch-französischer Historiker und Publizist
- Dirk Schmidt (* 1966), Motivationstrainer, Redner und Autor
- Joachim Schönecker (* 1966), Jazzmusiker
- Matthias Steinmetz (* 1966), Astrophysiker
- Oliver Strauch (* 1966), Jazz-Schlagzeuger, Komponist und Musikproduzent
- Alke Brinkmann (* 1967), Künstlerin
- Christopher Ecker (* 1967), Schriftsteller und Literaturkritiker
- Marcus Hammerschmitt (* 1967), Journalist und Schriftsteller
- Christian Hook, (* 1967), Autorennfahrer
- Marcus Imbsweiler (* 1967), Schriftsteller und Musikredakteur
- Tobias Klein (* 1967), Jazz- und Improvisationsmusiker
- Sascha Ley (* 1967), Sängerin, Schauspielerin
- Stephan Mathieu (* 1967), Musiker und Klangkünstler
- Peter Neumann (* 1967), Journalist und Medienmanager
- Marcus T. R. Schmidt (* 1967), Manager
- Johannes Thome (* 1967), Psychiater und Hochschullehrer
- Stephan Toscani (* 1967), Politiker
- Holger Friese (* 1968), Netzkünstler, Hochschullehrer für Multimedia
- Martin Lang (* 1968), Kanute, Europa- und Weltmeister
- Markus Osthoff (* 1968), Fußballspieler
- Gregor Weber (* 1968), Schauspieler
- Silke Biendel (* 1969), Politikerin
- Frank Nimsgern (* 1969), Komponist, Produzent, Gitarrist und Pianist
- Andrea Becker (* 1970), Juristin, Staatssekretärin im Ministerium für Bildung und Kultur des Saarlandes
- Peter Strobel (* 1970), Politiker (CDU)

#### 1971 bis 1980

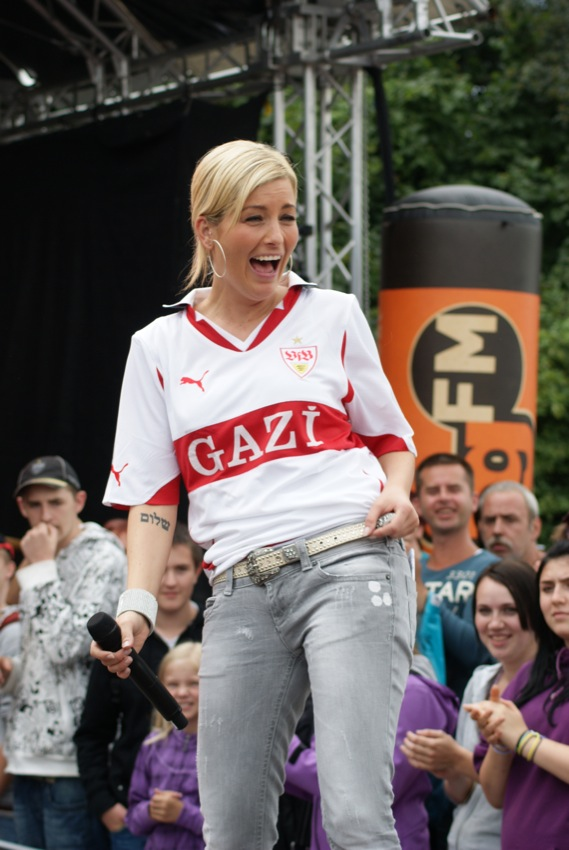
Susanka Bersin

- Michele Cuciuffo (* 1971), deutsch-italienischer Sänger, Schauspieler und Hörspielsprecher
- Stephan Straub (* 1971), Fußballspieler
- Rüdiger Barth (* 1972), Journalist und Autor
- Andreas von Brandt (* 1972), Diplomat
- Susanne Brück, geborene Messner (* 1972), Fußball-Nationalspielerin
- Armin Coerper (* 1972), Journalist
- Klaus Erfort (* 1972), Koch
- Thorsten Havener (* 1972), Gedankenleser, Entertainer, Illusionist, Persönlichkeitstrainer und Sachbuchautor
- Kira Kirsch (* 1972), Dramaturgin
- Sabine Mangold-Will (* 1972), Historikerin und Hochschullehrerin
- Jörg Reeb (* 1972), Fußballspieler
- Martin Siewert (* 1972), Jazz- und Improvisationsmusiker
- Thassilo Haun (* 1973), Tennisspieler und -trainer
- Ansgar Kreutzer (* 1973), katholischer Theologe und Hochschullehrer
- Alexander Mayer (* 1973), Dirigent
- Florian Opitz (* 1973), Dokumentarfilmregisseur, Autor und Journalist
- Thomas Schmitt (* 1973), Politiker
- Nina Azizi (* 1974), Schauspielerin und Moderatorin
- Marco Dittgen (* 1974), Fußballspieler
- Annette Groh (* 1974), Verwaltungsjuristin
- Jessica Libbertz (* 1974), Moderatorin
- Alexandra von Lieven (* 1974), Ägyptologin und Religionswissenschaftlerin
- Gesine Manuwald (* 1974), Altphilologin
- Bianca Hein (* 1975), Schauspielerin, Sängerin und Sprecherin
- Gabriele Herrmann (* 1975), Politikerin, MdL
- Pascal Meiser (* 1975), Politiker, Mitglied des Deutschen Bundestages
- Christina Teuthorn-Mohr (* 1975), Moderatorin und Journalistin
- Sascha Berger (* 1976), Musiker
- Manuela Ripa (* 1976), Politikerin
- Atischeh Hannah Braun (* 1977), Schauspielerin und Synchronsprecherin
- Patrick Khatami (* 1977), Schauspieler
- David Lindemann (* 1977), politischer Beamter (SPD)
- Stefan Strobel (* 1977), Rollstuhlleichtathlet, Weltrekordhalter
- Daniel Fünffrock (* 1978), Schauspieler
- Michaela Stark (* 1978), Klassische Archäologin
- Wolfgang Zarnack (* 1978), Schauspieler
- Andreas Augustin (* 1979), Politiker
- Oliver Luksic (* 1979), Politiker
- David Ruland (* 1979), Schauspieler
- Tshawe Baqwa (* 1980), Popsänger
- Susanka Bersin (* 1980), Radiomoderatorin
- Benjamin Ebrahimzadeh (* 1980), Tennisspieler
- Martin Stopp (* 1980), Koch
- Christine Streichert-Clivot (* 1980), Politikerin
- Nico Weißmann (* 1980), Fußballspieler

#### 1981 bis 1990
- Mirco Rollmann (* 1981), Sänger
- Daniel Schommer (* 1981), Fußballspieler
- Lars Albert (* 1982), Leichtathlet

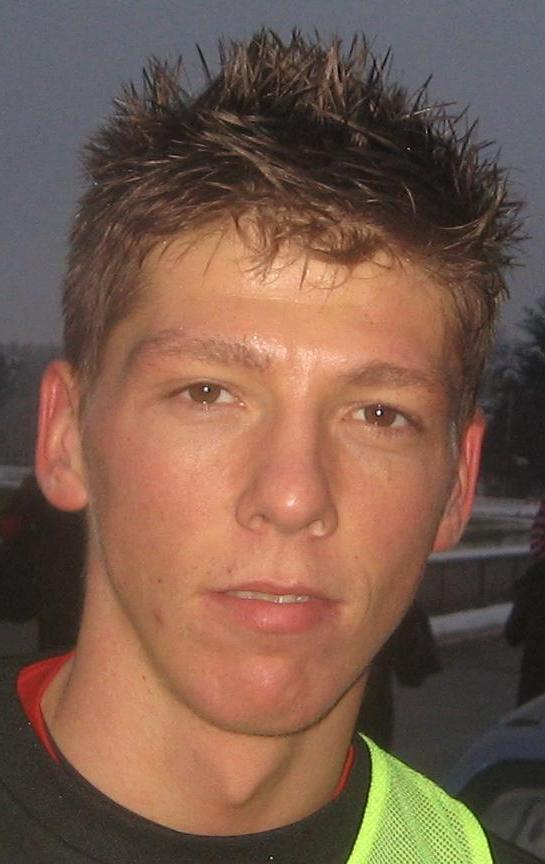
Mike Frantz

- Audrey Hannah (* 1982), deutsch-kanadische Popsängerin
- Johannes Ehrmann (* 1983), Journalist und Schriftsteller
- Christian Weber (* 1983), Fußballspieler
- Benjamin Baltes (* 1984), Fußballspieler
- Christian Barthen (* 1984), Organist, Pianist, Cembalist und Kirchenmusiker
- Kevin Körber (* 1984), Moderator, Fernsehredakteur und Podcaster
- Yvonne Ploetz (* 1984), Politikerin
- Vanessa Calcagno (* 1985), Sängerin
- Pablo Ben Yakov (* 1986), Schauspieler und Regisseur
- Ali Berber (* 1986), Schauspieler
- Jeanine Cicognini (* 1986), Schweizer Badmintonspielerin
- Jan Fischer (* 1986), Ringer
- Mike Frantz (* 1986), Fußballspieler
- Jill Weller (* 1986), Schauspielerin
- Lukas Kohler (* 1987), Fußballspieler
- Steven Peters (* 1987), Professor
- Fridolin Sandmeyer (* 1987), Schauspieler
- Michael Seewald (* 1987), römisch-katholischer Theologe, Professor für Dogmatik und Dogmengeschichte in Münster
- Patrick Waldraff (* 1987), Politiker (CDU)
- Andreas Waschburger (* 1987), Schwimmer
- Felix Dausend (* 1988), Fußballspieler
- Romina Holz (* 1988), Fußballspielerin
- Manuel Krass (* 1988), Jazzmusiker
- Tim Stegerer (* 1988), Fußballspieler
- Sascha Weber (* 1988), Cyclocrossfahrer
- Bausa (* 1989), Rapper
- Marie-Louise Finck (* 1989), Juristin und Quizspielerin
- Jasmin Freigang (* 1989), Politikerin
- Sascha Haas (* 1990), Politiker (SPD)
- Jonas Hector (* 1990), Fußballspieler
- Marie Herberger (* 1990), Rechtswissenschaftlerin und Hochschullehrerin
- Yannick Kakoko (* 1990), Fußballspieler
- Pascal Kappés (* 1990), Laiendarsteller und Model
- Sebastian Piotrowski (* 1990), Fußballspieler
- Inéz Schaefer (* 1990), Sängerin

#### 1991 bis 2000
- Patrick Herrmann (* 1991), Fußballspieler
- Till Wöschler (* 1991), Speerwerfer
- Daniel Braun (* 1992), Informatiker und Fachautor
- Frederik Jörg (* 1992), Basketballspieler
- Leila Lowfire (* 1992), Podcasterin, Model und Schauspielerin
- Calogero Rizzuto (* 1992), Fußballspieler
- Florian Ballas (* 1993), Fußballspieler
- Sebastian Jacob (* 1993), Fußballspieler
- Frederick Kyereh (* 1993), Fußballspieler
- Fedor Holz (* 1993), Pokerspieler und Unternehmer
- Nathalie Weinzierl (* 1994), Eiskunstläuferin
- Kira Braun (* 1995), Politikerin (SPD)
- Sasan Jelvani (* 1995), American-Football-Spieler
- Alison Kuhn (* 1995), Filmemacherin, Schauspielerin und Autorin
- Lisa Klein (* 1996), Radrennfahrerin
- Miguel Klein Medina (* 1996), Schauspieler
- Eric Philippi (* 1997), Sänger, Künstler, Trompeter und Produzent
- Pauline Schäfer-Betz (* 1997), Kunstturnerin und Sportsoldatin
- Aaron Manu (* 1999), Fußballspieler

### 21. Jahrhundert

#### 2001 bis 2010
- Bambasé Conté (* 2003), Fußballspieler
- Laura Dick (* 2003), Fußballspielerin

## Persönlichkeiten, die in der Stadt gewirkt haben oder wirken
- Elisabeth von Lothringen (1395–1456), Gräfin
- Hieronymus Bock (1498–1554), Botaniker und Pharmazeut
- Friedrich Joachim Stengel (1694–1787), Generalbaumeister
- Charles Rupied (1762–1824), Bürgermeister
- Johannes Bückler (1779–1803), „Schinderhannes“, inhaftierter Räuber im Saarbrücker Gefängnis, Flucht im Jahre 1798
- Katharine Weißgerber (1818–1886), genannt: Schultze Katrin, geboren in Schwarzenholz/Saar, Samariterin der Schlacht auf den Spicherer Höhen bei Saarbrücken 1870
- Rudolf Virchow (1821–1902), Mediziner und Politiker, ab 1865 Abgeordneter des Preußischen Landtags unter anderem für Saarbrücken
- Paul Neff (1853–1934) und Paul Schmook (1860–1921), an der Stadteinigung 1909 maßgeblich beteiligte Bürgermeister von Sankt Johann und Malstatt-Burbach
- Wilhelm Feldmann (1880–1947), Journalist, Auslandskorrespondent und Schriftsteller
- Walter Gieseking (1895–1956), Professor und Leiter einer Meisterklasse für Klavier an der Hochschule für Musik Saar
- Karl Walz (1900–1990), Gewerkschafter und Politiker (CDU), MdB (1953–1957)
- Peter Paul Seeberger (1906–1993), Architekt und Stadtbaudirektor
- Alois Becker (1910–1993), saarländischer Politiker (CDU), unter anderem Minister, lebte und arbeitete in Saarbrücken
- Josef Sander (1913–nach 1977), dPräsident des Landessozialgerichts für das Saarland, lebte in Saarbrücken
- August Tiedtke (1913–1972), Karambolagespieler und mehrfacher Welt- und Europameister
- Andor Foldes (1913–1992), Professor und Leiter einer Meisterklasse für Klavier an der Hochschule für Musik Saar
- Willi Graf (1918–1943), aufgewachsen in Saarbrücken, Mitglied der Widerstandsgruppe Weiße Rose, 2003 postume Verleihung der Ehrenbürgerwürde der Stadt Saarbrücken
- Max Mangold (1922–2015), Sprachwissenschaftler an der Universität des Saarlandes
- Lilo Netz-Paulik (1922–2007), Bildhauerin
- Heinz Rox-Schulz (1921–2004), Globetrotter und Abenteurer, lebte in Saarbrücken und führte ein Abenteuermuseum im Alten Rathaus am Schlossplatz
- Wigand Siebel (1929–2014), Soziologe an der Universität des Saarlandes.
- Robert Zimmer (* 1953), Publizist und Autor